# Guaytacama
Guaytacama ist eine Ortschaft und eine Parroquia rural („ländliches Kirchspiel“) im Kanton Latacunga der ecuadorianischen Provinz Cotopaxi. Die Parroquia besitzt eine Fläche von 28,42 km². Die Einwohnerzahl lag im Jahr 2010 bei 9668.

## Lage
Die Parroquia Guaytacama liegt im Andenhochtal von Zentral-Ecuador. Der Río Cutuchi fließt entlang der östlichen Verwaltungsgrenze nach Süden. Im Südwesten wird das Verwaltungsgebiet vom Río Pumacunchi begrenzt. Die Fernstraße E35 (Latacunga–Quito) verläuft entlang der östlichen Verwaltungsgrenze. Der 2910 m hoch gelegene Hauptort befindet sich 12 km nordnordwestlich der Provinzhauptstadt Latacunga.
Die Parroquia Guaytacama grenzt im Norden an die Parroquias Toacaso und Tanicuchí, im Osten an die Parroquias Joseguango Bajo und Aláquez, im Süden an das Municipio von Latacunga sowie im Westen an die Parroquias Chantilín, Saquisilí und Canchagua (alle drei im Kanton Saquisilí).

## Orte und Siedlungen
Die Parroquia Guaytacama setzt sich aus 15 Comunidades zusammen:
- Barrio Centro (cabecera parroquial)
- Cevallos
- Cuicuno
- Cuicuno Norte
- El Calvario
- Guamani Narvaez
- La Floresta
- La Libertad
- Pilacoto
- Pupana Sur
- Santa Ana
- Santa Inés
- San Sebastián
- Santa Teresita
- 12 de Octubre

## Geschichte
Am 17. Dezember 1829 wurde die kirchliche Pfarrei gegründet. Die zivilrechtliche Parroquia wurde am 29. Mai 1861 eingerichtet.